# Anisothecium ruttneri
Anisothecium ruttneri är en bladmossart som beskrevs av Froelich 1955. Anisothecium ruttneri ingår i släktet Anisothecium och familjen Dicranaceae. Inga underarter finns listade i Catalogue of Life.